# Rektor
Réktor (latinsko rector) je naziv predstojnika visokošolskih ustanov.